# 珊瑚姜
珊瑚姜（学名：Zingiber corallinum）为姜科姜属下的一个种。

## 扩展阅读
- 維基物種上的相關：珊瑚姜